# Szürgiannaina Teodóra örmény királyné
Szürgiannaina Teodóra (1300 körül – Konstantinápoly, 1347. június 30./1349), görögül: Θεοδώρα Συργιάνναινα, franciául: Théodora Syrgiannaina, örmény királyné.

## Élete
Édesapja Szürgiannész János (–1334), akinek a családja kun származású volt. Édesanyja ismeretlen. Teodóra rokonságban állt a bizánci császári családdal, a Palaiologosz-házzal. Teodórát Szaven-Pahlavuni Mária (1278–1333) bizánci császárné, II. Leó (1236–1289) örmény király lánya, IX. Mihály (1277–1320) bizánci társcsászár felesége és III. Andronikosz (1297–1341) bizánci császár anyja örökbe fogadta.
A császárné fogadott lánya, Teodóra pedig 1330/32 körül feleségül ment a császárné unokaöccséhez, Lusignan Guido ciprusi királyi herceghez, a későbbi örmény királyhoz, aki 1342-ben II. Konstantin néven lépett az örmény trónra. Teodóra volt az örmény király második felesége. Férjét nem követte Kilikiába, és később sem utazott el Örményországba, férje többszöri kérésére sem, valamint gyermekeiket sem engedte el, és férje uralkodása alatt gyermekeivel mindvégig Konstantinápolyban maradtak.

## Gyermekei
- Férjétől, II. (Lusignan) Konstantin (1297/1300–1344) örmény királytól, 2 gyermek:
  - Izabella (1333/1335–1387 után) örmény királyi hercegnő, férje Kantakuzénosz Mánuel (1326 körül–1380), Morea despotája, VI. (Kantakuzénosz) János bizánci császár fia, ha születtek is gyermekei, korán meghaltak
  - N. (gyermek) (–1347 előtt) örmény királyi herceg(nő)